# 平成18年台風第1号
平成18年台風第1号（へいせい18ねんたいふうだい1ごう、アジア名：Chanchu）は、2006年5月にフィリピンなどに大きな被害をもたらした台風である。

## 概要

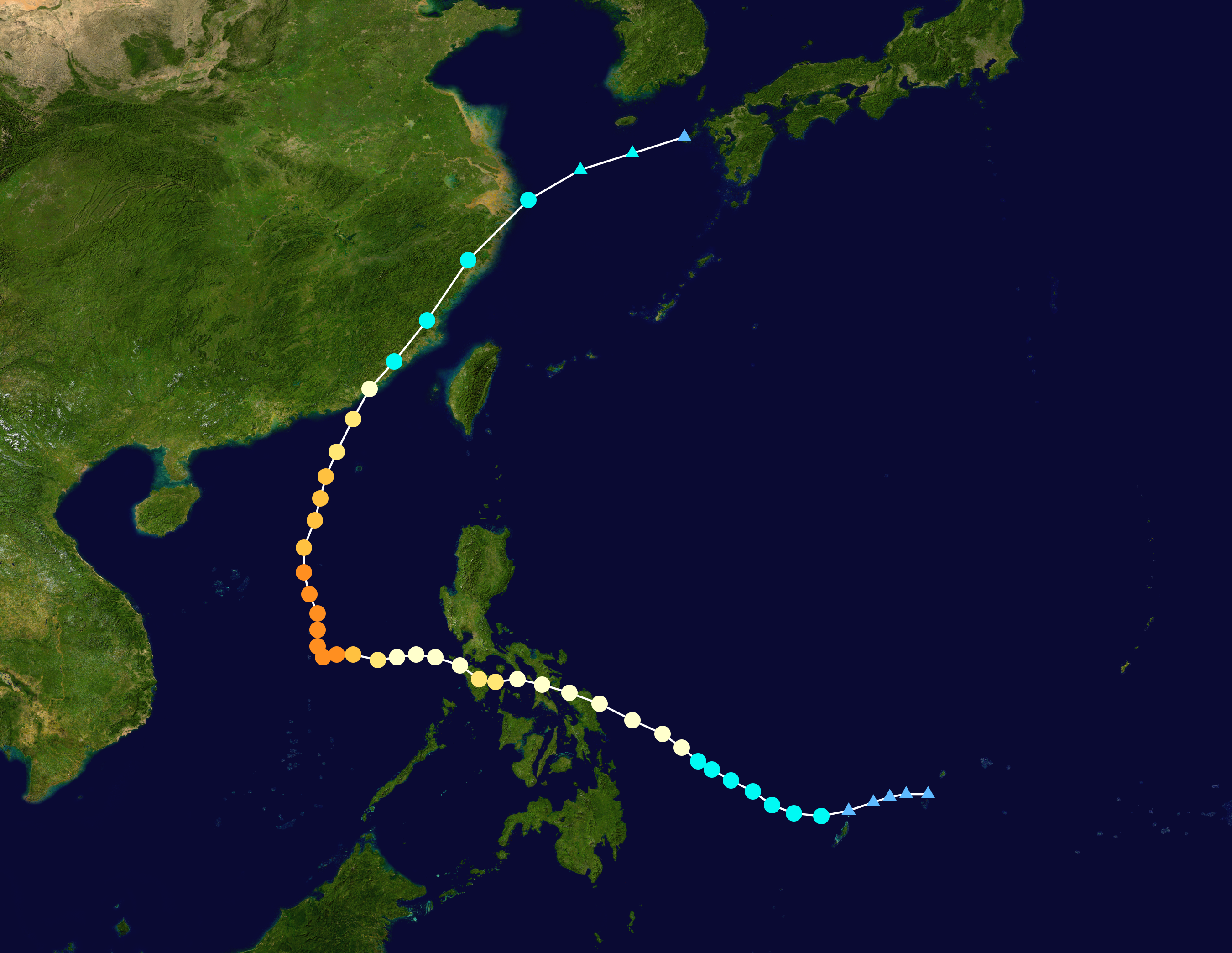
進路図

2006年5月9日にミンダナオ島の東で台風1号が発生し、アジア名「チャンチー（Chanchu）」と命名された。命名国はマカオで、「真珠」を意味する。また、フィリピン大気地球物理天文局（PAGASA）はこの台風について、フィリピン名「カロイ（Caloy）」と命名している。台風1号としては、統計史上10番目に遅い日時における発生であった。台風はゆっくりと発達しながら西へ進み、フィリピン中部を縦断して南シナ海へと抜けた。その後南シナ海で進路を北に転じ、中国大陸に再上陸した。
この台風は、「台風1号」としては、発生日時が統計史上10番目に遅かった。さらに、2005年に発生した最後の台風（台風23号）が消滅してからこの台風が発生するまでの、台風が全く存在しなかった期間（空白期間）の長さも、統計史上10番目に長い170.5日間であった。

## 被害・影響

### フィリピン
フィリピンでは台風第1号によって41人の死者が出た。また多くの建物が被害に遭い、約1900万ドルの損害が発生した。フィリピンにおいて台風1号がもたらした最大の事故は、5月12日にマスバテ島で発生した小型フェリーの転覆であった。この事故によって乗員乗客39人のうち21人が死亡した。またビコル地方では強風や浸水などによって家を失った家族約300人が避難した。同年2月に大規模な地滑りが発生したレイテ島ソゴドでは小規模な地滑りが発生し、山沿いの6つの集落から1000人以上が避難した。この地滑りによる死傷者は報告されていない。ミンドロ島では5月13日の早朝にカラパン郊外の川で堤防が決壊し、4つの村が腰の高さまで浸水した。またタブラス島では乗客713人を乗せたフェリーが高波のために座礁した。。合計では600棟を超える家屋が全壊し、3500棟以上が半壊した。

### ベトナム
ベトナムの海岸地方では台風第1号による建造物の目立った被害はなかったが、台風から退避していたベトナム船籍の漁船11隻が沈没した。これは、ベトナム側の進路予想は気象庁と異なり直進する予想だったが、実際には急に台風が転向し、これらの漁船を直撃したからである。これにより乗船していたベトナム人のうち27人が死亡、170人が行方不明となった。また海南島の南方160海里で操業していたベトナム船籍の漁船7隻も損傷を受け、5月18日に中国の船舶により60人が救助されたが、143人は行方不明のままとなった。フーイェン県では海で遊泳中をしていた学生3人が高波にさらわれ、行方不明となった。

## その他
この台風のアジア名である「チャンチー」は、この台風限りで使用中止となり、次順からは「サンバ（Sanba）」というアジア名が使用されることになった。